# Martin Abdon
Martin Abdon (1529 v Přerově – 8. března 1561 v Praze) byl knězem Jednoty bratrské a bratrem biskupa Jana Blahoslava.

## Život
V rámci příprav na výkon duchovního povolání byl z rozhodnutí prostějovského synodu v roce 1549 vyslán spolu s jinými dvěma bratrskými studenty do Královce, kde pobyl přibližně tři roky. Navštěvoval zde přednášky profesora poezie a řečnictví Georga Sabina († 1560). V roce 1557 byl na synodu ve Slížanech ordinován na kněze. Poté studoval hebrejštinu a řečtinu ve Vitemberku, kde navázal kontakty s Filipem Melanchthonem. Z jeho pera pochází vynikající vysvědčení, datované 16. února 1560, které Abdon na závěr svých studií obdržel. Během návratu na Moravu Abdon v Praze onemocněl a přes péči, kterou mu věnovali lékaři, v domě Jana Kustoše ze Zubřího a na Lipce zemřel. Pochován byl 9. března 1561 v kostele sv. Jindřicha blízko dveří na krchově u zdi. O respektu, který získal ve Vitemberku, svědčí i epitaf, věnovaný Abdonově památce vitemberským profesorem Esromem Rüdingerem. Jiný epitaf mu věnoval Jiří Strejc, autor v předbělohorské době velmi oblíbené žalmové parafráze.
Abdon je autorem písně Mocný všech věků králi nejvyšší, která vyšla v Šamotulském kancionále a která se dodnes v mírně pozměněné verzi zpívá při bohoslužbách Českobratrské církve evangelické (v Evangelickém zpěvníku je uvedena pod názvem Všech věků mocný králi).